# Блек Кей (річка)
Сварт-Кей (афр. Swart-Kei River) — річка в Південній Африці. Бере початок на південному заході від міста Квінстаун (англ. Queenstown) і з'днується з річкою Білий Кей, щоб стати річкою Великий Кей.